# Corpus Christi (Teksas)
Corpus Christi je grad u američkoj saveznoj državi Teksas. Prema popisu stanovništva iz 2010. u njemu je živjelo 305.215 stanovnika.